# 飯田奈保美
飯田 奈保美（いいだ なおみ、12月23日 - ）は、日本の女性声優。キャロットハウス所属。奈良県出身。

## 人物
方言は関西弁。
趣味は特撮番組鑑賞、ゲーム。
免許・資格は図書館司書資格。

## 出演

### テレビアニメ
- 東京マグニチュード8.0（2009年、区役所員、看護士B）
- 薄桜鬼シリーズ（2010年 - 2012年、仲居、女、沖田総司〈少年〉、お鹿） - 2シリーズ
- Code:Realize 〜創世の姫君〜（2017年、アレクサンドリナ・ヴィクトリア[2]、シシィ）

### ゲーム
2006年
- おしゃれプリンセス for DS
- 虫姫さまふたり（パルム）

2007年
- 桜蘭高校ホスト部
- デススマイルズ（ウィンディア）

2008年
- 神代學園幻光録 クル・ヌ・ギ・ア（ムコウ島君）
- 薄桜鬼 〜新選組奇譚〜

2009年
- アガレスト戦記ZERO（アレックス）
- アルコバレーノ!（五十嵐愛花）
- いつかこの手が穢れる時に -SPECTRAL FORCE LEGACY-（蓮華、ジャドウ子供）
- S.Y.K 〜新説西遊記〜（子供悟浄、モブ）
- デススマイルズII 魔界のメリークリスマス（ウィンディア）
- ヒイロノカケラ 新玉依姫伝承（天宮音瑞）
- ワンド オブ フォーチュン（サラマンダー、エドガーの母）

2010年
- アーメン・ノワール（エクリプス）
- アルコバレーノ! ポータブル（五十嵐愛花）
- CLOCK ZERO 〜終焉の一秒〜（零）
- デザート・キングダム（ラクロア、レノマーン）
- 薄桜鬼 黎明録（沖田総司〈少年〉、舞妓）
- 原宿探偵学園 スチールウッド（春野狭）
- PANDORA 君の名前を僕は知る（アシュリー・コレット）

2011年
- インスタントブレイン（絵筆ウィンディ、華カスミ）
- CLOCK ZERO 〜終焉の一秒〜 Portable（零）
- 華鬼 〜恋い初める刻 永久の印〜（江島四季子）

2012年
- アーメン・ノワール portable（エクリプス）
- キミカレ〜新学期〜（滝島母、美佳）
- 十鬼の絆 〜関ヶ原奇譚〜（八瀬千羽）
- 華鬼 〜夢のつづき〜（江島四季子）
- BROTHERS CONFLICT Passion Pink（朝日奈美和）
- ワンド オブ フォーチュン2 FD 〜君に捧げるエピローグ〜（ちび〈サラマンダー〉）

2013年
- 戦極姫5〜戦禍断つ覇王の系譜〜（石田三成、酒井忠次）
- デザート・キングダム ポータブル（ラクロア、レノマーン）
- 十鬼の絆 花結綴り（八瀬千羽）

2014年
- Code:Realize 〜創世の姫君〜（アレクサンドリナ・ヴィクトリア）

2015年
- CLOCK ZERO 〜終焉の一秒〜 ExTime（零）
- PSYCHO-PASS サイコパス 選択なき幸福

2016年
- Code:Realize 〜祝福の未来〜（アレクサンドリナ・ヴィクトリア）
- BROTHERS CONFLICT　Precious Baby（朝日奈美和）
- ぼくたちプロマネ!（広瀬祐子）

2017年
- Code:Realize 〜白銀の奇跡〜（アレクサンドリナ・ヴィクトリア）
- 猛獣たちとお姫様 〜in blossom〜（ミルト）

2018年
- 真紅の焔 真田忍法帳

2020年
- 遙かなる時空の中で7（ターラ）

2022年
- even if TEMPEST 宵闇にかく語りき魔女（エヴェリーナ・リンゼル）

2024年
- ミストニアの翅望 -The Lost Delight-（ゴネリル）

2025年
- 9 R.I.P. sequel（津々良未子）

### ドラマCD
- 猛獣使いと王子様 ドラマCD 〜パン屋☆パニック!〜（女性客[18]）
- ワンド オブ フォーチュン2 FD 〜君に捧げるエピローグ〜 ドラマCD「7つの時空でパパといっしょ!」（ちび）[19]